# 佳能PowerShot A80
佳能 PowerShot A80是一款佳能相机，于2003年8月推出。
不同于Canon PowerShot A70，A80并非某款相机的升级产品，它的出现只是佳能用来补足产品线。
A80的继任者为Canon PowerShot A85、Canon PowerShot A95。
佳能推出PowerShot A80无疑对市场投下重磅炸弹，A80与佳能旗下PowerShot G系列的G2/G3有着相同的CCD尺寸，LCD取景器，PASM曝光模式，A80却在重量和开机速度，还有消费者最关心的价格上占有优势。

## 主要参数
- 四百万有效象素
- 3倍光学变焦
- 1/1.8 英寸 CCD
- 可调节角度1.5寸TFT液晶屏，分辨率6.7万象素
- 快门：15～1/2000秒
- ISO：50/100/200/400
- 9点智能对焦
- 有声短片记录（Motion JPEG编码与单声道音频）
- 使用CF卡作为存储介质
- 使用DIGIC数字处理芯片
- 使用4节AA电池
- Exif 2.2
- 不带电池约250克